# Adolf Kellner
Adolf Kellner, křtěný Adolf Jan Josef (27. března 1904 Štramberk – 31. května 1953 Brno) byl český vysokoškolský učitel, dialektolog, bohemista a romanista.

## Život a dílo
Narodil se v malém městečku Štramberk v rodině zámečníka Vincence Kellnera a jeho ženy Anny rodem Baarové dcery místního tkalce.. V letech 1915–1923 navštěvoval gymnázium v Příboře. Po maturitě se studoval češtinu a francouzštinu na Filozofické fakultě Masarykovy univerzity v Brně, kde mezi jeho učitele patřil František Trávníček. Od roku 1929 působil jako středoškolský profesor na tamějším reálném gymnáziu a od roku 1945 byl profesorem slovanské jazykovědy na filozofické fakultě brněnské univerzity.
Svůj zájem upínal především k české a slovenské dialektologii. Mezi lety 1927 – 1937 vznikla řada prací o slovanských nářečích, ale hlavně o jemu blízkém, lašském nářečí.
Je pohřben na Ústředním hřbitově v Brně.